# Navata (kommun)
Navata är en kommun i Spanien.   Den ligger i provinsen Província de Girona och regionen Katalonien, i den östra delen av landet, 600 km öster om huvudstaden Madrid. Antalet invånare är 1 254. Arean är 18,5 kvadratkilometer. Navata gränsar till Cistella, Vilanant, Ordis, Pontós, Vilademuls, Cabanelles, Crespià och Lladó. 
Terrängen i Navata är platt.